# Віреончик білочеревий
Вірео́нчик білочеревий (Pachysylvia decurtata) — вид горобцеподібних птахів родини віреонових (Vireonidae). Мешкає в Мексиці, Центральній і Південній Америці.

## Опис
Довжина птаха становить 19 см, вага 9 г. Верхня частина тіла оливково-зелена, голова сірувата, навколо очей білі кільця. Нижня частина тіла білувата, груди з жовтим відтінком, на боках легкий оливковий відтінок. Молоді птахи мають тьмяніше, коричнювате забарвлення, скроні й боки грудей у них мають охристий відтінок.

## Підвиди
Виділяють шість підвидів:
- P. d. brevipennis (Giraud Jr, 1851) — східна Мексика (південний схід штату Сан-Луїс-Потосі, північний і центральний Веракрус, північна Оахака, південь Чіапасу);
- P. d. dickermani (Parkes, 1991) — південний схід Мексики (від південного Веракрусу на схід до Табаско, півночі Чіапасу і заходу Кампече);
- P. d. phillipsi (Parkes, 1991) — південний схід Мексики (схід Кампече і Кінтана-Роо) та Північ Белізу;
- P. d. decurtata (Bonaparte, 1838) — від Південного Белізу і Гватемали до Центральної Панами;
- P. d. darienensis Griscom, 1927 — від центральної Панами до північно-східної Колумбії (на схід до Сантандера);
- P. d. minor Berlepsch & Taczanowski, 1884 — тихоокеанське узбережжя південно-західної Колумбії, західного Еквадору і крайнього північно-західного Перу (Тумбес).

## Поширення і екологія
Білочереві віреончики мешкають в Мексиці, Белізі, Гватемалі, Сальвадорі, Гондурасі, Нікарагуа, Коста-Рики, Панами, Колумбії, Еквадорі і Перу. Вони живуть в кронах вологих і сухих рівнинних тропічних лісів, у вологих гірських тропічних лісах та на узліссях. Зустрічаються на висоті до 1500 м над рівнем моря. Часто приєднуються до змішаних зграй птахів. Живляться комахами та іншими безхребетними, яких шукають серед листя на деревах, а також дрібними плодами й насінням. Гніздо глибоке, чашоподібне, зроблене з сухого листя й павутиння, розміщується на деревах, на висоті 10—15 м над землею. В кладці 2 білих яйця, поцяткованих коричневими плямками.